# Thermistis sagittifera
Thermistis sagittifera är en skalbaggsart som beskrevs av Carlo Pesarini och Andrea Sabbadini 1999. Thermistis sagittifera ingår i släktet Thermistis och familjen långhorningar. Inga underarter finns listade i Catalogue of Life.